# Афанасенко Олександр Валерійович
Олекса́ндр Вале́рійович Афана́сенко — старший сержант Міністерства внутрішніх справ України.
В мирний час проживає у смт Новомиколаївка Верхньодніпровського району.

## Нагороди
За особисту мужність і героїзм, виявлені у захисті державного суверенітету та територіальної цілісності України, вірність військовій присязі під час російсько-української війни
- орденом «За мужність» III ступеня (19.12.2014) (22.1.2015).